# مفرج الکروب فی لخبار بنی‌ایوب
مفرج الکروب فی لخبار بنی‌ایوب تألیف ابن واصل (۶۹۷ قمری)؛ به شیوه سالشماری تدوین شده و حوادث و وقایع در آن به ترتیب سال‌ها ذکر شده‌است و در واقعه به شرح دولت ایوبیان و حوادث سیاسی در دوران آن‌ها پرداخته‌است. نویسنده این کتاب را بر اساس الروضتین ابوشامه نوشته‌است.